# Svart trubbnäsapa
Svart trubbnäsapa eller Biets trubbnäsa (Rhinopithecus bieti) är en art bland däggdjuren som först beskrevs av Henri Milne-Edwards 1897. Den svarta trubbnäsapan ingår i släktet Rhinopithecus (trubbnäsapor), och familjen markattartade apor. Inga underarter finns listade. Den lever i Yunnan och Tibet.
Artepitet i det vetenskapliga namnet hedrar den franska missionären Félix Biet.

## Utseende
Som namnet antyder har arten huvudsakligen en svart päls. Buken, halsen och ett skägg är däremot vita. Hannar har ibland vita hår vid bakkroppens nedre delar. Ansiktet är nästan naken och har rosa hud. Ungar föds med vit päls som blir mörkare med tiden. Liksom hos andra trubbnäsapor finns uppåtriktade näsborrar. Individerna når en kroppslängd (huvud och bål) av 51 till 83 cm och en svanslängd av 52 till 70 cm. Hannar är med 15 till 17 kg tydlig tyngre än honor som blir 9 till 12 kg tunga.

## Utbredning och habitat
Utbredningsområdet är en bergstrakt mellan floderna Yangtze och Mekong. Arten vistas där i städsegröna skogar med lärkträd och cypressväxter som ligger 3000 till 4700 meter över havet.

## Ekologi
Individerna är aktiva på dagen och klättrar i växtligheten eller går på marken. De äter främst blad samt lite lav.
Flera honor och hannar bildar stora flockar som kan ha 300 medlemmar. Ibland delar sig flocken i små familjegrupper med en hanne, upp till tre honor och deras ungar. Flockens revir är cirka 25 km² stort och de vandrar vanligen 1,5 km per dag. Fortplantningssättet är otillräcklig utrett. Honor kan para sig vart tredje år.

## Hot och status
Svart trubbnäsapa hotas av skogsavverkning för etablering av jordbruksmark och betesmarker. Arten jagas för köttets skull och som sport. Ibland dödas individer i fällor som är tänkt för andra djur. Beståndets storlek uppskattas vara mindre än 1000 vuxna individer och populationen minskar. Internationella naturvårdsunionen (IUCN) listar arten därför som starkt hotad (EN).